# Ґлуськ (Мазовецьке воєводство)
Ґлуськ (пол. Głusk) — село в Польщі, у гміні Леонцин Новодворського повіту Мазовецького воєводства.
Населення — 144 особи (2011).
У 1975-1998 роках село належало до Варшавського воєводства.

## Демографія
Демографічна структура станом на 31 березня 2011 року:
|          | Загалом | Допрацездатний вік | Працездатний вік | Постпрацездатний вік |
| -------- | ------- | ------------------ | ---------------- | -------------------- |
| Чоловіки | 65      | 17                 | 41               | 7                    |
| Жінки    | 79      | 19                 | 45               | 15                   |
| Разом    | 144     | 36                 | 86               | 22                   |